# Гвариенто ди Арпо
Гвариенто да Арпо (итал. Guariento di Arpo; 1310—1370) — живописец готического стиля из северной Италии.

## Жизнь и творчество
Изучал мастерство живописи в Падуе. Собственно о жизни Гвариенто сохранилось крайне мало письменных сведений. С 1338 года работает в Падуе на службе у дома Каррара, здесь он создаёт серию картин с изображениями ангелов для капеллы во дворце этого семейства. Около 1365 года переезжает в Венецию и внедряет в присущую этому региону византийскую манеру (maniera greca). Гвариенто писал преимущественно алтарные картины темперой по дереву и фрески на религиозные темы, но также и портреты по частным заказам.
В 1365 году Гвариенто ди Арпо получает от дожа Венеции Марко Корнаро заказ на создание гигантской фрески для Зала Большого Совета Дворца дожей. Фреска носила название «Коронование Девы» и занимала всё пространство торцовой стены нового Зала дворца, в котором заседал Большой совет города. Во время пожаров 1576 и 1577 годов роспись сильно пострадала, и так как спасти её уже было невозможно, на этом месте Якопо Тинторетто позднее написал свою знаменитую картину «Рай». Вплоть до XX столетия фрески ди Арпо считались безвозвратно потерянными. Однако в 1903 году при реставрационных работах они обнаружены под работой Тинторетто, сняты со стены, перенесены на полотно и после тщательной обработки в 1995—1996 годах выставлены на обозрение во Дворце дожей.

## Избранные работы
- Фрески в церкви Эремитани в Падуе
- Фрески в Лоджия деи Каррареси в Падуе
- Фрески церкви доминиканцев в Больцано
- Картины с изображениями ангелов из резиденции семейства Каррара в Падуе, ныне в городском музее Падуи
- Madonna humilitas, 1345, Музей Пола Гетти, Лос-Анджелес
- Христос на кресте, ангелы и святые, алтарь-складень, соборный музей, Милан
- Мадонна с младенцем на троне, институт Курто, Лондон
- Коронация Марии, 1344, музей искусств Нортона Саймона, Пасадена
- Коронация Марии или Картина Рая, 1365-67, Дворец Дожей, Венеция

## Галерея

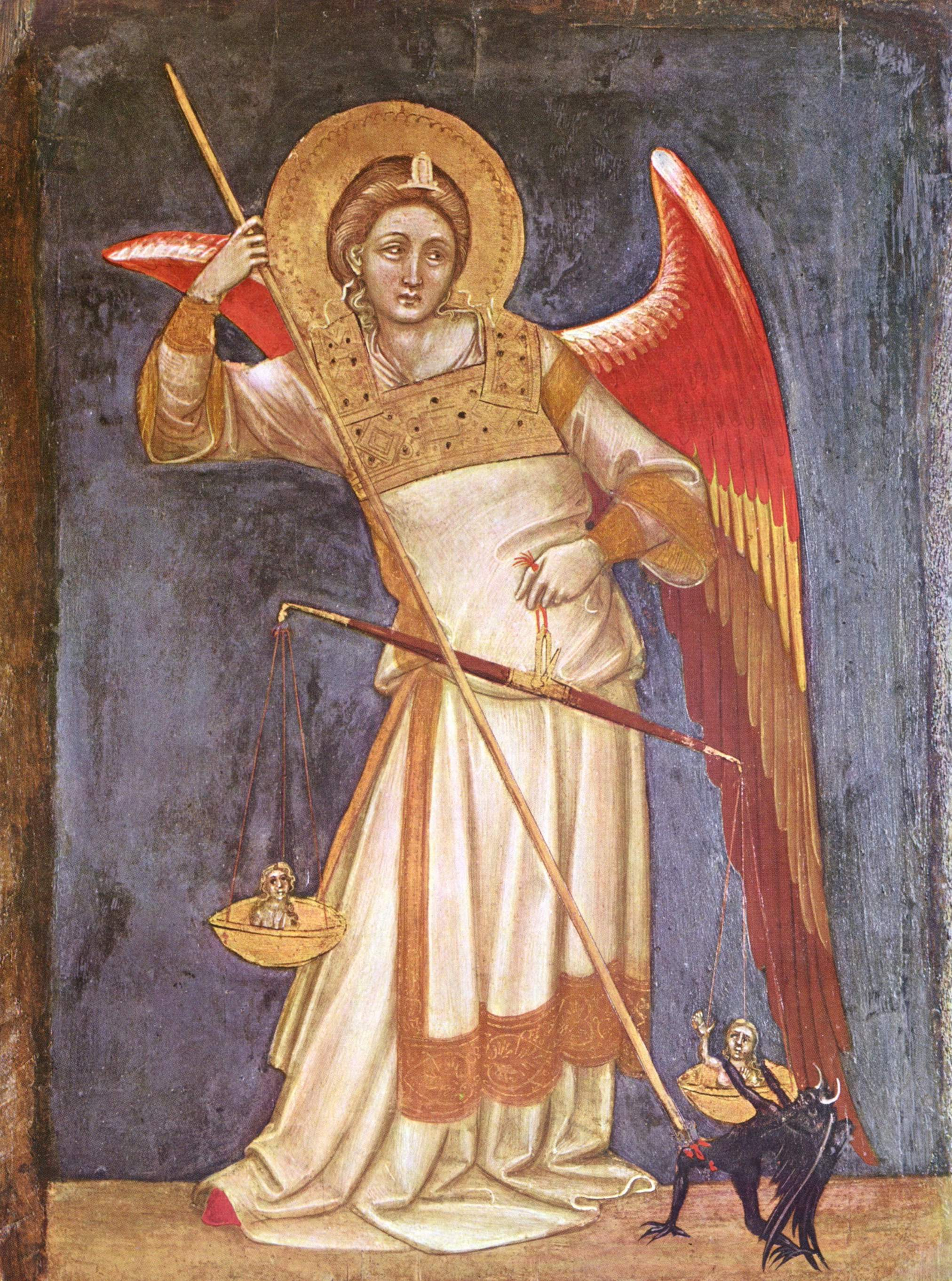
Архангел Михаил, взвешивающий души (1350)
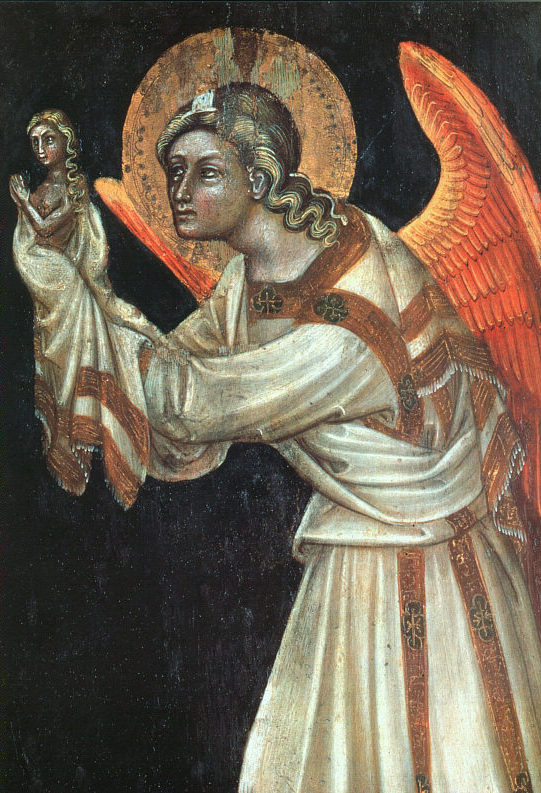
Ангел (1357)
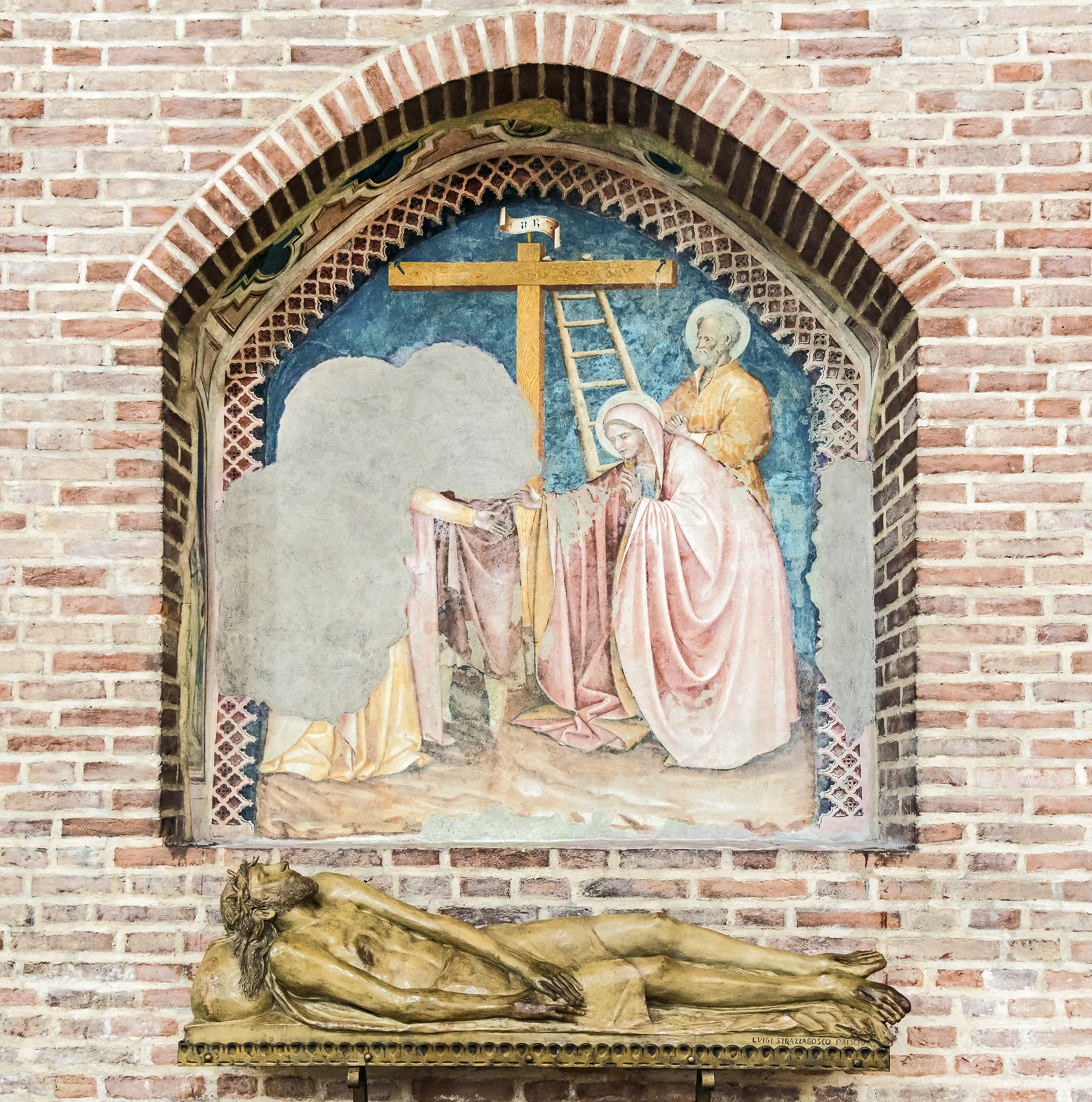
Фрески церкви Сан-Лоренцо, Виченца
Фрески из Лоджия деи Каррареси, 1355-1360, Падуя. Сцены из Ветхого Завета
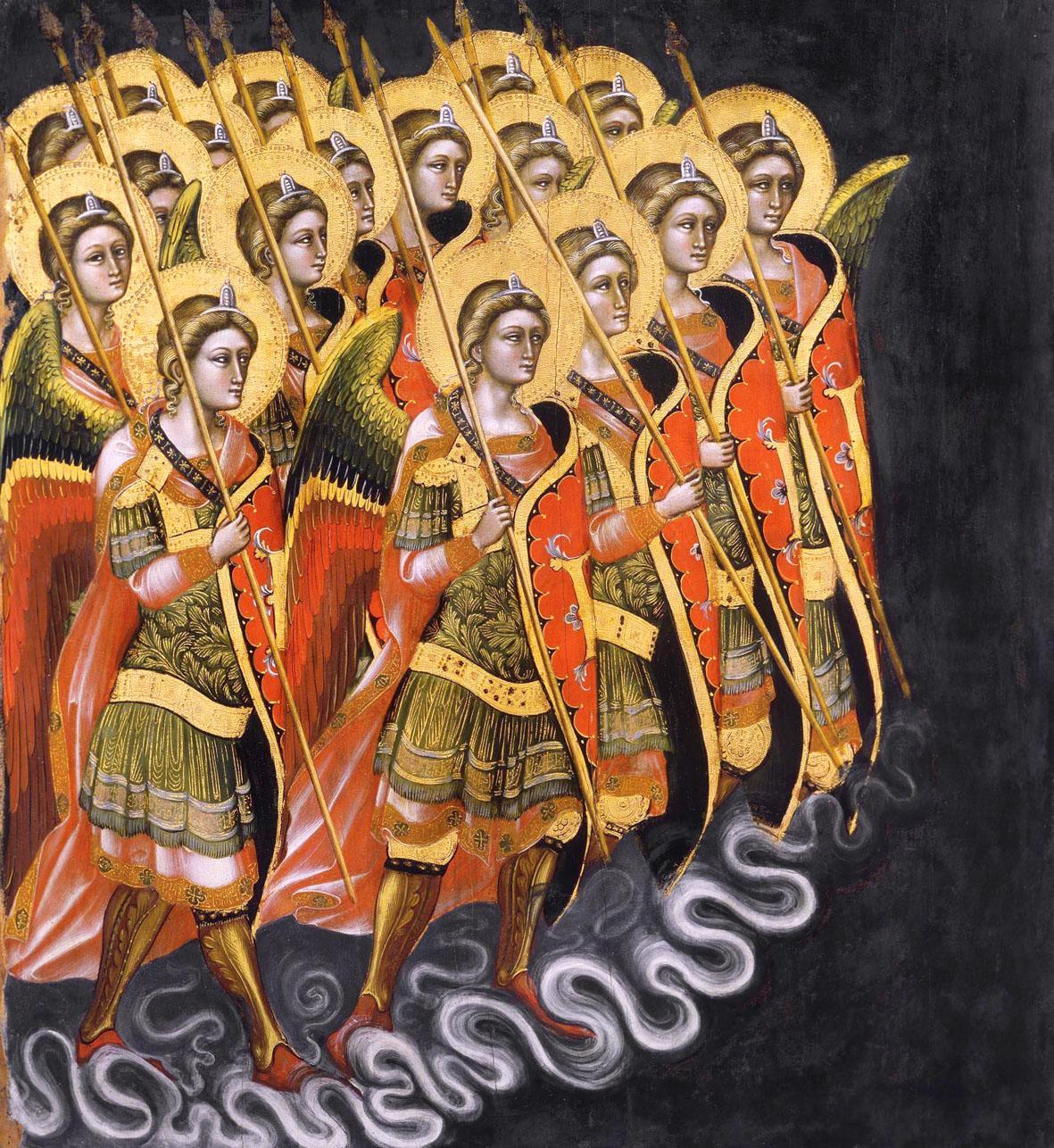
Армия Ангелов, Падуя 1360